# القاطر خانة
القاطر خانة (بالتركية:Katir Hani)، كلمة قاطر: تعني بغل، وخان: تعني نزل أو مكان، فالقاطر خانة تعني مربض أو مكان البغال.
وتقع بمنطقة السيد سلطان علي في جانب الرصافة وهو الجانب الشرقي من بغداد القديمة، وكان مربض البغال هذا تستخدم بغاله في مرافقة قوافل التجارة والحج، وهي تحمل على ظهورها القوية بضائع تلك القوافل، وإذا علمنا ان ركب الحج العراقي ينطلق آنذاك من بغداد، وقد يصل عدد الحجيج إلى آلاف من الأشخاص بين رجل وأمرة وحتى أطفال، فليس هناك أفضل من البغال المعروفة بقابليتها على السير الطويل في اراض قاسية، وهي تحمل البضائع الثقيلة، إضافة إلى انها تستخدم بوضع التختروان عليها، كما يوضع الهودج والذي يحمله جمل واحد، اما التختروان فهو عبارة عن محفة لها ذراعان من امام ومثلهما من الخلف يحملها بغلان، وتفرش بحشايا من المخمل وقماش الدامسكو الذي كان يصنع بالنول اليدوي في دمشق، وكان يركبها أمير الحج، وأهل الثراء،

وتوضع عليها قباب تقيهم حرارة الشمس، ورياح الصحراء المعروفة برياح الخماسين. وكان في القاطر خانة سوق عرف بسوق القاطر خانة. وتعتبر من أحياء محلة العباخانة، بينما اعتبرها آخرين محلة قائمة بذاتها ولها حدودها كما وردت في أطلس بغداد سنة 1952م، حيث يحدها من الشمال محلة صبابيغ الآل، ومن الشرق محلة الحاج فتحي، ومن الجنوب المربعة، ومن الغرب سبع أبكار. وعند دخول القوات البريطانية بغداد عام 1917م، دخلت الكهرباء معهم لأول مرة فيها، وفي 1918م، أعلنت القوات البريطانية بتوزيع عدد من المصابيح الكهربائية على بعض البيوت والمناطق القريبة من السراي، وحددت اسعار الصرف للطاقة الكهربائية، وفي عام 1921م، ادركت القوات البريطانية إلى حاجة سكان بغداد إلى الكهرباء، فقد نصبت في القاطر خانة ثلاث وحدات لنقل الطاقة الكهربائية وبمحركات بخارية، لتزويد المستهلكين بالتيار الكهربائي المستمر في محلة العباخانة، ومستشفى المجيدية، ومنطقة العلوية.